# Benedikt Huber (Leichtathlet)
Benedikt Huber (* 13. Oktober 1989 in Traunstein) ist ein ehemaliger deutscher Leichtathlet.
Der aus Oberbayern stammende Huber war ein Spätentwickler, der erst nach dem Wechsel aus Palling nach Regensburg 2015 den Durchbruch schaffte und vor allen Dingen dank seiner Schlussspurt-Eigenschaften überzeugen konnte.
Er war 2016, 2017 und 2018 deutscher Meister im 800-Meter-Lauf. 2016 gewann die 3-mal-1000-Meter-Staffel der LG Telis Finanz Regensburg mit Gabriel Genck, Florian Orth und Benedikt Huber den deutschen Meistertitel.
Hubers Bestzeit über 800 Meter liegt bei 1:46,31 min, gelaufen am 20. Juni 2018 in Goloniow/Polen.
Anfang Januar 2021 gab Huber sein Karriereende bekannt und wurde am 20. Juni bei dem Einladungswettkampf der Sparkassen-Gala Regensburg von den Veranstaltern in einem feierlichen Rahmen anlässlich seines Karriereendes verabschiedet.